# 采林内市镇
采林内市镇（俄语：Муниципальное образование «Целинный»）是俄罗斯联邦伊尔库茨克州努库茨基区所属的一个市镇。其下辖有个居民点，行政中心为采林内。据2016年统计，该市镇的人口为1129人。